# 只要長得可愛，即使是變態你也喜歡嗎？
《只要長得可愛，即使是變態你也喜歡嗎？》是花間燈負責撰寫、sune繪製插畫的日本輕小說。2017年2月起於KADOKAWA旗下的MF文庫J發行。官方簡稱為「變喜歡」（日语：変好き）。
2017年11月於《月刊龍時代》的2017年12月號開始連載漫畫，CHuN作畫。2018年5月25日發行廣播劇CD。2019年2月20日決定改編為電視動畫，2019年3月24日在「AnimeJapan 2019」的活動會場中決定播出時間。2019年7月8日至9月23日於AT-X播出，全12話。

## 故事簡介
桐生慧輝希望交到女朋友。某天他收到了一封夾著內褲的情書，而根據慧輝的推測，有四位女孩是最有可能寄這封情書的對象，當慧輝不斷地去追尋真相時，卻發現他身邊的女孩子有著不為人知的秘密。

## 登場角色
配音為廣播劇CD／電視動畫。
桐生慧輝（聲：天崎滉平／下野紘、金魚和嘉菜（幼少））
本作男主角，高中二年級生，書法社社員並擔任圖書委員。是個妹控。
某天打掃完社辦要回家時在桌上發現了給自己的情書和內褲，因此積極地想要找到寫信的對象，並稱寫信者為灰姑娘，後來偶然間在小春拍的一張照片中推斷出灰姑娘其實是妹妹瑞葉並得到她的證實。在發現自己身邊的女孩都是變態後，對此感到懊惱鬱悶，從此嚮往與普通的女孩談普通的戀愛。
最後和義妹瑞葉結婚。
朱鷺原紗雪（聲：今村彩夏／竹達彩奈）
慧輝的學姐，身材豐滿的美女，書法社社長。長相貌美而受到慧輝傾慕，實際上是個被虐狂痴女（被虐控，也就是M），想要成為慧輝的寵物。運動神經很差。喜歡慧輝，與唯花個性不合，第一次見面就知道唯花的本性。
古賀唯花（聲：小澤亞李／日高里菜）
慧輝的學妹，金髮碧眼的女孩。是學校的圖書委員，興趣是讀書與繪本。喜歡慧輝，與紗雪個性不合，還有因為忌妒紗雪的身材及第一次見面就知道紗雪的本性而稱紗雪為魔女學姊。
平時表現得楚楚可憐，實際上有施虐癖氣質（施虐控，也就是S），希望慧輝成為自己的奴隸。本性曝光後加入書法社。
祖母為英國人，有四分之一的外國血統。從小便因為與眾不同的外貌而受到排擠，為排解寂寞而依賴溫柔的祖母，但在祖母過世後頓失心靈依靠，從此對周遭更加疏離。唯獨同為圖書委員的慧輝願意不厭其煩地與自己搭話，即便自己說再多冷淡的話也一樣。
南條真緒（聲：松田颯水／野水伊織）
慧輝的同班同學，是名腐女，也是BL同人誌作家「南真央」，其人氣作品《奶油蛋糕》系列便是幻想慧輝和翔馬交往的場面所畫成的。本性曝光後加入書法社。
一年級時原本被選上擔任自己不想當的圖書委員，但慧輝在見其困擾時自願接替，成為兩人的交談的契機。現今暗戀著慧輝，但因為畏縮的性格而不敢表白。
桐生瑞葉（聲：桑原由氣／本渡楓）
慧輝沒有血緣關係的妹妹，和慧輝同年級，雙親小時候便因事故過世，並被桐生家收養。擅長打理家事。
有嚴重的戀兄情結，同時是暴露狂，送慧輝情書的那天並沒有穿內褲，當想要穿上內褲時慧輝已回到了社辦，在情急下把情書和內褲一起放在桌上並躲進置物櫃。向慧輝表白心意後為了避免哥哥被人搶走而加入書法社。不僅包辦哥哥的便當，也常常給予膝枕的治癒，善於傾聽和鼓勵。
最後和義兄慧輝結婚。
藤本彩乃（聲：無／春野杏）
和慧輝同年級，學生會副會長，成績優秀。實際上有喜歡聞別人味道的癖好（戀味癖），常常藉由巡視體育社團的置物櫃聞別人殘留的體味，曾迷上慧輝的味道過，所以曾為了取得到慧輝的內褲還試圖邀慧輝到學生會室，把學生會室環境弄得讓人覺得能安眠的程度，在要脫掉慧輝的內褲的時候，吵醒了慧輝，因此沒能得逞。
鳳小春（聲：無／大橋彩香）
慧輝的學姐，天文社社長，跟蹤狂，體型嬌小，是鳳建設公司的千金。在一次因緣下而喜歡上秋山翔馬，但因為害羞而沒勇氣去與翔馬搭話，而才常跟蹤他並用相機偷拍他的一堆照片收藏著，暗戀秋山翔馬已經一年了，後來藉由慧輝的幫助下成功和翔馬交往。
秋山翔馬（聲：田丸篤志／河本啟佑）
慧輝的同班同學兼男性朋友，所屬社團是網球社，運動萬能，長相帥氣因而受女生歡迎。從小受到嚴重的弟控的年長雙胞胎姐姐朝妃、夕妃的過度溺愛造成心理創傷，因此變成了蘿莉控。後來透過慧輝和小春認識後，度過了幾次相處，順利與小春交往。
長瀨愛梨
慧輝的學妹，綁著雙馬尾，學生會會計。小學時目睹男生舔自己的直笛後開始討厭男生，認為慧輝加入書法社只是想建立後宮，因此對他抱持敵意。
有在寫百合類型的小說。
鷹崎志帆
學生會長，三年級生，由於慧輝常到學生會幫忙而與他相識。興趣是電玩遊戲。在紗雪濫用社費買兔女郎裝的事件中，讓慧輝在學生會幫忙一個月作為還債條件。看到慧輝被多名女生追而感到興奮。
三谷凜
學生會書記，一年級生，興趣是穿女裝，慧輝初次與他見面時以為他是女孩子。
沖田老師（聲：無／三森鈴子）
男主角就讀學校的老師，擔任書法社的顧問。

## 出版書籍

### 輕小說
| 集數 | Media Factory  | Media Factory                                           | 東立出版社     | 東立出版社                                                 |
| 集數 | 發售日期       | ISBN                                                    | 發售日期       | ISBN／EAN                                                  |
| ---- | -------------- | ------------------------------------------------------- | -------------- | ---------------------------------------------------------- |
| 1    | 2017年1月25日  | ISBN 978-4-04-069008-7                                  | 2017年11月9日  | EAN 471-094-555-369-6（首刷限定版）                        |
| 1    | 2017年1月25日  | ISBN 978-4-04-069008-7                                  | 2018年9月25日  | ISBN 978-957-965-212-4                                     |
| 2    | 2017年5月25日  | ISBN 978-4-04-069279-1                                  | 2018年6月21日  | EAN 471-094-555-592-8（首刷限定版）                        |
| 2    | 2017年5月25日  | ISBN 978-4-04-069279-1                                  | 2018年8月8日   | ISBN 978-957-261-026-8                                     |
| 3    | 2017年9月25日  | ISBN 978-4-04-069457-3                                  | 2018年10月15日 | EAN 471-094-555-744-1（首刷限定版）                        |
| 4    | 2018年1月25日  | ISBN 978-4-04-069672-0                                  | 2019年1月31日  | EAN 471-094-555-888-2（首刷限定版）                        |
| 5    | 2018年5月25日  | ISBN 978-4-04-069915-8                                  | 2019年4月3日   | EAN 471-094-555-933-9（首刷限定版）                        |
| 6    | 2018年10月25日 | ISBN 978-4-04-065236-8                                  | 2019年7月22日  | EAN 471-094-556-010-6（首刷限定版）                        |
| 7    | 2019年2月25日  | ISBN 978-4-04-065528-4                                  | 2019年9月26日  | EAN 471-094-556-128-8（首刷限定版）                        |
| 8    | 2019年7月25日  | ISBN 978-4-04-065855-1 ISBN 978-4-04-065856-8（特裝版） | 2020年1月20日  | EAN 471-060-104-130-7（首刷限定版） ISBN 978-957-264-277-1 |
| 9    | 2019年12月25日 | ISBN 978-4-04-064185-0                                  | 2020年5月28日  | EAN 471-060-104-195-6（首刷限定版）                        |
| 10   | 2020年4月25日  | ISBN 978-4-04-064586-5                                  | 2020年9月28日  | EAN 471-060-104-315-8（首刷限定版）                        |
| 11   | 2020年9月25日  | ISBN 978-4-04-064943-6                                  | 2021年1月18日  | EAN 471-060-104-390-5（首刷限定版）                        |
| 12   | 2021年1月25日  | ISBN 978-4-04-680161-6                                  | 2021年5月24日  | ISBN 978-957-266-903-7（首刷限定版）                       |
| 13   | 2021年6月25日  | ISBN 978-4-04-680511-9                                  | 2021年10月28日 | ISBN 978-957-267-809-1（首刷限定版）                       |
| 14   | 2022年1月25日  | ISBN 978-4-04-681097-7                                  | 2022年4月25日  | ISBN 978-957-269-161-8（首刷限定版）                       |

### 漫畫版
| 集數 | 富士見書房    | 富士見書房             | 台灣角川      | 台灣角川               |
| 集數 | 發售日期      | ISBN                   | 發售日期      | ISBN                   |
| ---- | ------------- | ---------------------- | ------------- | ---------------------- |
| 1    | 2018年5月25日 | ISBN 978-4-04-072707-3 | 2019年6月12日 | ISBN 978-957-743-057-1 |
| 2    | 2018年11月9日 | ISBN 978-4-04-072949-7 | 2019年8月1日  | ISBN 978-957-743-186-8 |
| 3    | 2019年7月25日 | ISBN 978-4-04-073258-9 | 2020年2月13日 | ISBN 978-957-743-580-4 |
| 4    | 2019年10月9日 | ISBN 978-4-04-073362-3 | 2020年9月21日 | ISBN 978-957-743-983-3 |
| 5    | 2020年4月25日 | ISBN 978-4-04-073612-9 |               |                        |
| 6    | 2021年2月9日  | ISBN 978-4-04-073983-0 |               |                        |

## 電視動畫
改編電視動畫於2019年7月至9月播出。

### 製作人員
- 原作：花間燈[10]
- 原作插畫：sune
- 監督：伊魔崎齋[10]
- 系列構成：山下憲一[10]
- 角色設計、總作畫監督：伊藤陽祐[10]
- 道具設計：半田大貴
- 內褲設計：清水美穗[10]
- 美術監督：Choi Seonguk
- 色彩設計：近藤直登
- 攝影監督、剪輯：堀川和人
- 音響監督：蝦名恭範（日语：蝦名恭範）[10]
- 音樂：酒井陽一（日语：酒井陽一）
- 音樂製作：Lantis
- 動畫製作：GEEK TOYS[10]
- 製作：變喜歡製作委員會

### 主題曲
片頭曲ダイスキ。
作詞：Kanata Okajima，作曲、編曲：Kanata Okajima、pw.a，編曲：pw.，主唱：大橋彩香
片尾曲
（第1－6，8－11話）
作詞：松井洋平，作曲、編曲：太田貴之、halu-note，主唱：Mia REGINA
（第7話）
作詞：唐澤美帆，作曲、編曲：h-wonder，主唱：TRUE
插入曲（第7話）
作詞：halu-note，作曲、編曲：太田貴之、halu-note，主唱：Mia REGINA

### 各話列表
| 話數   | 日文標題 | 中文標題                             | 劇本     | 分鏡     | 演出           | 作畫監督                                                                                   |
| ------ | -------- | ------------------------------------ | -------- | -------- | -------------- | ------------------------------------------------------------------------------------------ |
| 第1話  |          | 弄丟內褲的灰姑娘！？                 | 山下憲一 | 伊魔崎齋 | 伊魔崎齋       | 伊藤陽祐、半田大貴 竹內一將、三關宏幸 山本雄貴、吉田肇 中川貴裕、水谷剛德                  |
| 第2話  |          | 優柔寡斷的王子陛下！？               | 山下憲一 | 伊魔崎齋 | Han Yeonghun   | Kim Myeongsim Han Seunghui                                                                 |
| 第3話  |          | 害羞的灰姑娘！？                     | 高田誠   | 伊魔崎齋 | 倉森六郎       | 伊藤陽祐、馬場龍一 野澤弘樹、三關宏幸 山本雄貴、中川貴裕 田中淳次、水谷剛德 吉田肇、鎌田均 |
| 第4話  |          | 無法坦白的灰姑娘！？                 | 岡篤志   | 伊魔崎齋 | Hwang Youngsik | Hwang Youngsik                                                                             |
| 第5話  |          | 「小春是一年級生唷☆」大作戰          | 山下憲一 | 伊魔崎齋 | 伊魔崎齋       | GANG CHI GEON                                                                              |
| 第6話  |          | 掉下來的灰姑娘！？                   | 高田誠   | 伊魔崎齋 | Cho Yongju     | Hong Gyongchon Cho Yongju                                                                  |
| 第7話  |          | 「小春是一年級生唷☆」大作戰 完結篇   | 岡篤志   | 伊魔崎齋 | 倉森六郎       | 竹內一將、三關宏幸 山本雄貴、中川貴裕 田中淳次、水谷剛德 菊池                              |
| 第8話  |          | 弄丟內褲的王子陛下！？               | 山下憲一 | 伊魔崎齋 | Hwang Youngsik | Hwang Youngsik                                                                             |
| 第9話  |          | 「慧輝同學是主人唷★」大作戰          | 岡篤志   | 伊魔崎齋 | GWAK NO SOO    | GWAK NO SOO                                                                                |
| 第10話 |          | 變成奴隸的王子殿下！？               | 高田誠   | 伊魔崎齋 | Cho Yongju     | Cho Yongju Hong Gyongchon Baek Yeonju                                                      |
| 第11話 |          | 脫下泳衣的灰姑娘！？                 | 山下憲一 | 伊魔崎齋 | Hwang Youngsik | Hwang Youngsik                                                                             |
| 第12話 |          | 只要長得可愛，即使是變態你也喜歡嗎？ | 山下憲一 | 伊魔崎齋 | 伊魔崎齋       | 伊藤陽祐                                                                                   |

### 播映平台
| 播映地區               | 播映平台                 | 播映日期               | 播映時間（UTC+8） | 備註                   |
| ---------------------- | ------------------------ | ---------------------- | ----------------- | ---------------------- |
| 台灣                   | 巴哈姆特動畫瘋           | 2019年7月8日－9月23日  | 星期一 20:30      |                        |
| 台灣                   | bilibili                 | 2019年7月8日－9月23日  | 星期一 20:30      | [ 13 ]                 |
| 台灣                   | LiTV 線上影視            | 2019年7月8日－9月23日  | 星期一 20:30      |                        |
| 台灣                   | Muse木棉花-TW（YouTube） | 2019年12月31日－1月5日 | -                 | [ 註 1 ]               |
| 馬來西亞、新加坡、香港 | Muse Asia（YouTube）     | -                      | -                 | [ 14 ] [ 15 ] [ 註 2 ] |

### BD／DVD
| 卷數 | 發售日期       | 收錄話數      | 規格編號  | 規格編號   |
| 卷數 | 發售日期       | 收錄話數      | BD        | DVD        |
| ---- | -------------- | ------------- | --------- | ---------- |
| 1    | 2019年9月25日  | 第1話－第4話  | KAXA-7781 | KABA-10721 |
| 2    | 2019年10月25日 | 第5話－第8話  | KAXA-7782 | KABA-10722 |
| 3    | 2019年11月27日 | 第9話－第12話 | KAXA-7783 | KABA-10723 |

## 備註
1. ↑  每天播出2集。
2. ↑  授權到期已下架。

## 外部連結
- MF文庫J《只要長得可愛，即使是變態你也喜歡嗎？》官方網站（日語）
- 電視動畫《只要長得可愛，即使是變態你也喜歡嗎？》官方網站（日語）
- 電視動畫《只要長得可愛，即使是變態你也喜歡嗎？》的X（前Twitter）（日語）